# Raj ili zaborav
Raj ili zaborav (engl. Paradise or Oblivion) je film Venus projekta koji se bavi problemima današnjeg društva i kao rešenje nudi Ekonomiju zasnovanu na resursima. Centralna ličnost u filmu je tvorac koncepta Ekonomije zasnovane na resursima i osnivač Venus projekta, Žak Fresko. Važno je napomenuti da ovo nije film za koji je Venus projekat sakupljao donacije, već samo kratka prezentacija osnovnih odlika Venus projekta za one koji nisu upoznati sa njegovim ciljevima i predlozima. Film je 30. marta 2012. godine bio dostupan na internetu sa prevodom na 27 jezika za šta su zaslužni aktivisti jezičkog tima Venus projekta.

## Radnja
Film počinje upozanvanjem sa Žakom Freskom, njegovim životom i vizijom. Nakon toga se film bavi analizom mnogih problema sa kojima se društvo suočava kao što su rat, dugovi, nestašica, rasizam, nezaposlenost itd. Ovim problemima film povalko uvodi gledaoce u ekonomiju zasnovanu na resursima i upoznaje ih sa drugačijim sistemom vrednosti koji bi odgovarao dobrobiti ljudske civilizacije. Takođe je posvećena pažnja mnogim zamislima i dizajnima Žaka Freska pa film predstavlja javnosti kružni grad, gradove na moru, podvodne gradove, geotermalne elektrane, maglev vozove, razne druge vidove transporta itd. Film se završava scenom sa Žakovog predavanja u Stokholmu i njegovom rečenicom „Možemo da na Zemlji stvorimo raj ili zaborav, i uništimo se. Samo budućnost će pokazati, odnosno ono što vi učinite za budućnost.“

## Spoljašnje veze
- Članak o ovom filmu u časopisu o Venus projektu
- Zvanični sajt filma Архивирано на веб-сајту  (23. јануар 2013)
- Raj ili zaborav на веб-сајту  (језик: енглески)
- Sajt Venus projekta